# 653 (číslo)
Šest set padesát tři je přirozené číslo. Následuje po čísle šest set padesát dva a předchází číslu šest set padesát čtyři. Římskými číslicemi se zapisuje DCLIII a řeckými číslicemi χνγ.

## Matematika
653 je:
- Deficientní číslo
- Prvočíslo Sophie Germainové
- Šťastné číslo

## Astronomie
- (653) Berenike je planetka hlavního pásu, kterou objevil v roce 1907 Joel Hastings Metcalf

## Roky
- 653
- 653 př. n. l.